# 730
Cette page concerne l'année 730  du calendrier julien. Pour l'année 730 av. J.-C., voir 730 av. J.-C.
L'année 730 est une année commune qui commence un dimanche.

## Événements
- 17 janvier : l'empereur byzantin Léon III interdit le culte des images. Le patriarche de Constantinople Germanos est déposé par l’empereur pour avoir refusé de signer les édits iconoclastes[1]. Il se retire dans un monastère. Les écoles ecclésiastiques sont fermées, les biens de l’Église romaine confisqués. Le polémiste Jean Damascène qui refusait à l’empereur le droit de s’immiscer dans les affaires de l’Église est réduit au silence[2].
- 9 décembre : les forces du gouverneur musulman Al-Jarrah al-Hakami sont écrasées par les Khazars près d'Ardabil[3].

- Charles Martel bat les Alamans. Le duc d'Alémanie Lantfrid est tué et son frère Theudebald devient seul duc[4].
- Boniface de Mayence signale que ses compatriotes anglo-saxonnes parties en pèlerinage à Rome sont contraintes de se prostituer dans chaque ville le long de la route pour parvenir à leur but. L’Église fait interdire les pèlerinages aux femmes[5].
- Expédition musulmane contre la Sicile[6].
- Alliance entre l'empire byzantin les Khazars : Léon III demande la main d'une princesse Khazare pour son fils Constantin[1].

## Décès en 730
- 8 septembre : Corbinien de Freising, missionnaire franc[7].